# Robert D. Kaplan
Robert D. Kaplan (Nueva York, 23 de junio de 1952 - ) es periodista, analista político, escritor y viajero estadounidense.

## Biografía
Es redactor del Atlantic Monthly y colaborador asiduo de The Washington Post, The New York Times, The New Republic, The National Interest, Foreign Affairs y The Wall Street Journal entre otros periódicos y revistas. Escribe controvertidos ensayos sobre la naturaleza del poder estadounidense abriendo debates académicos y periodísticos y en las más altas instancias del gobierno. Es tema habitual en su obra la reemergencia cultural e histórica de las tensiones suspendidas temporalmente después de la Guerra Fría. 
En marzo de 2008, fue designado senior fellow del Center for a New American Security en Washington. Fue corresponsal en varios países durante conflictos armados y consultor de las Fuerzas Especiales del Ejército estadounidense. Es frecuentemente invitado a discutir asuntos mundiales y geopolíticos con generales y almirantes. Su último libro, Soldados imperiales: la milicia norteamericana en terreno, explica el papel que cumplen los soldados estadounidenses en la ejecución efectiva de la política exterior de EE. UU.
Es hijo de Philip Alexander Kaplan y Phyllis Quasha. Su padre le transmitió su pasión por la Historia. Tras licenciarse en inglés en la Universidad de Connecticut en 1973, intentó sin éxito integrarse en la prensa de las grandes ciudades estadounidenses antes de quedar fijo en un periódico pequeño de Vermont. Con el dinero ganado se pagó un viaje a Túnez, el primero de la centena de países que visitó después. Estuvo viviendo algunos años en Israel, donde llegó a ser miembro de Tsahal y realizó algunos reportajes sobre Oriente Medio y Europa del Este. Se instaló después algún tiempo en Portugal antes de instalarse en Atenas, donde conoció a su futura esposa canadiense, Maria Cabral. En 1984, viajó a Irak para cubrir la guerra Irán-Irak. Reside en Massachusetts.

## Trayectoria profesional
En 1988, publicó su primer libro, Surrender or Starve: The Wars Behind The Famine, consagrado al hambre en Etiopía durante los años ochenta y sus causas, entre las cuales no cuenta sólo la sequía y la política extranjera americana, sino también la política de colectivización agrícola del régimen de Mengistu. Después viajó a Afganistán, donde escribió para el Reader's Digest artículos sobre la guerrilla antisoviética. Publicó en 1990 su libro Soldiers of God: With the Mujahidin in Afghanistan, donde cuenta esta experiencia en la Guerra de Afganistán. 
Ninguno de estos libros se vendía bien, y el tercero, Balkan Ghosts, consagrado a la cuestión yugoslava, fue rechazado por numerosos editores antes de ser finalmente publicado en 1993. Sin embargo, cuando las Guerras de Yugoslavia terminaron, este libro fue a caer en las manos del presidente americano Bill Clinton, lo que convirtió a su autor en celebérrimo; convenció a Clinton, según dijeron ciertos funcionarios de la Casa Blanca, de que no debía intervenir en Bosnia-Herzegovina. Allí afirma que los conflictos balcánicos son debidos a resentimientos de orden histórico, por lo que son incontrolables por los otros países o la ONU. 
Publicó el mismo año The Arabists. La tesis de los "odios étnicos ancestrales" desanimó los análisis serios del conflicto, impidiendo medir las responsabilidades en estas guerras, como por ejemplo en Kosovo: A Short History de Noel Malcolm; Clinton expresó públicamente su lamento de haber tomado en serio esta tesis. Desde este periodo, su trabajo y sus ideas comenzaron a ser estudiados de cerca por las altas esferas del poder americano. En 1994 y 1995 viajó a África del Oeste y a Turquía y Asia central, a Irán y a India. En el curso de este viaje publicó The Ends of the Earth. Viajó después a través de Norteamérica y publicó An Empire Wilderness en 1998.
En febrero de 1994, publicó en Atlantic Monthly un ensayo muy controvertido titulado The Coming Anarchy («La anarquía que llega»). Afirma ahí que el aumento de la población, la urbanización y el despojo de los recursos naturales harán frágiles a los gobiernos del Tercer Mundo y crearán un nido de anarquía con el riesgo de crear un estado de guerra permanente en ciertas zonas y representar una amenaza para el mundo. Escribió en especial:
«África Occidental ha llegado a ser el símbolo de la crisis demográfica, ambiental y social mundial en la cual la anarquía criminal aparece como el verdadero peligro estratégico»
En 2000, Kaplan publicó una colección de artículos bajo el título de The Coming Anarchy que contenía el precedente así como otros ensayos políticos, entre ellos el controvertido Was Democracy Just A Moment? donde explica que la democracia es un concepto típicamente occidental que no es exportable más que a países desarrollados que dispongan de una clase media importante, un sistema educativo competente y bien formado, fronteras bien establecidas, una economía estable y una relativa paz social. Asegura también que los países del tercer mundo deben dotarse de autocracias moderadas e inteligentes, en las que un mínimo de libertades esté garantizado, lo que les permitirá desarrollarse y, un día, parecerse a los países occidentales y democratizarse eficazmente. Toma por ejemplo el caso de Singapur bajo el régimen autoritario de Lee Kuan Yew y las violencias perpetradas bajo los regímenes democráticos de Colombia, Ruanda y Sudáfrica. Por otra parte, afirma que el "periodo democrático" de Occidente es un simple pasaje de la Historia, y que en un futuro próximo aparecerán regímenes "democráticos" en apariencia en los cuales el poder estará de facto en las manos de una oligarquía compuesta de multinacionales, grupos de presión y empresas de comunicación que, según él, gobiernan ya en países como los Estados Unidos y Japón.
La popularidad de las tesis iconoclastas de Kaplan ha aumentado en el mundo anglosajón tras los atentados del 11 de septiembre de 2001. Publicó Warrior Politics: Why Leadership Demands a Pagan Ethos. Afirma allí que los gobiernos occidentales no deben aplicar la "moral judeocristiana" en sus actividades públicas, sino adoptar la "moral pagana" para así concentrarse sobre la moralidad del resultado y no sobre la moralidad de los medios comprometidos para hacerlo llegar, mostrándose así discípulo de Maquiavelo y su razón de estado. En 2004, publicó Mediterranean Winter, un simple libro de viajes.
En octubre de 2005, publicó Imperial Grunts: The American Military on the Ground, donde habla sobre la acción de las Fuerzas especiales americanas en Colombia, Irak y Mongolia. Profetiza el fin de una época, la de la guerra realizada con masas de soldados, por ejemplo en Irak, donde el "dinosaurio" que es el ejército estadounidense debe afrontar una guerrilla compuesta de infantería ligera, poco numerosa y paramilitar. Por otra parte, se felicita del renacimiento en el ejército estadounidense de un espíritu militar heredero de los Estados Confederados de América. Defiende también una pretendida civilización de ciertas regiones del mundo por parte de los Estados Unidos, usando los mismos métodos que durante las Guerras indias. Por otra parte publicó en junio de 2005 un artículo titulado "How we would fight China" donde sugiere que una guerra entre los Estados Unidos y China es inevitable.
Al español se han traducido sus libros Fantasmas balcánicos, Viaje a los confines de la tierra y Rumbo a Tartaria, entre otros.